# КК Напредак Алексинац
КК Напредак Алексинац је српски кошаркашки клуб из Алексинца. Из спонзорских разлога пун назив клуба тренутно гласи Напредак ЈКП. У сезони 2019/20. се такмичи у Кошаркашкој лиги Србије.

## Историја
Клуб је основан 7. априла 1957. године и првобитно се такмичио под именом Младост. Данашњи назив добио је 1976. године. Од сезоне 2011/12. такмичи се у Другој лиги Србије. У сезони 2018/19 освајањем 2. места остварио је историјски успех пласманом у Кошаркашку лигу Србије.

## Учинак у претходним сезонама
| Сез.     | Првенство Србије - КЛС | Друга лига Србије | Првенство Србије - Суперлига | Куп Србије | Регионално такмичење | Европско такмичење |
| -------- | ---------------------- | ----------------- | ---------------------------- | ---------- | -------------------- | ------------------ |
| 2012/13. | -                      | 4. место          | -                            | -          | -                    | -                  |
| 2013/14. | -                      | 9. место          | -                            | -          | -                    | -                  |
| 2014/15. | -                      | 4. место          | -                            | -          | -                    | -                  |
| 2015/16. | -                      | 9. место          | -                            | -          | -                    | -                  |
| 2016/17. | -                      | 5. место          | -                            | -          | -                    | -                  |
| 2017/18. | -                      | 6. место          | -                            | -          | -                    | -                  |
| 2018/19. | -                      | 2. место          | -                            | -          | -                    | -                  |

## Познатији играчи
- Андреја Стевановић

## Познатији тренери
- Бошко Ђокић